# Liste der Vögel in The Zoology of the Voyage of H.M.S. Beagle
Der dritte Teil des unter der Aufsicht von Charles Darwin herausgegebenen Werkes The Zoology of the Voyage of H.M.S. Beagle trägt den Titel Birds und beschreibt die von Darwin während seiner Reise mit der Beagle gesammelten Vögel. Die Bearbeitung erfolgte durch John Gould und wurde von George Robert Gray beendet.

## Liste der aufgeführten Arten
Hinweis: Die Spalte „Art heute“ ist nur bei einem abweichenden Artnamen gefüllt.
| Seite | Tafel    | Art                                  | Art heute                                 | Anmerkung |
| ----- | -------- | ------------------------------------ | ----------------------------------------- | --------- |
| 3     |          | Sarcoramphus gryphus                 | Vultur gryphus                            |           |
| 7     |          | Cathartes atratus                    | Coragyps atratus                          |           |
| 8     |          | Cathartes aura                       |                                           |           |
| 8     |          | Polyborus brasiliensis               | Polyborus plancus                         |           |
| 13    |          | Milvago pezoporos                    | Milvago chimango temucoensis              |           |
| 14    |          | Milvago chimango                     | Milvago chimango chimango                 |           |
| 15    |          | Milvago leucurus                     | Phalcoboenus australis                    |           |
| 18    | I.       | Milvago albogularis                  | Phalcoboenus megalopterus albogularis     |           |
| 21    |          | Milvago megalopterus                 | Phalcoboenus megalopterus megalopterus    |           |
| 23    | II.      | Craxirex galapagoensis               | Buteo galapagoensis                       |           |
| 26    |          | Buteo erythronotus                   | Buteo polyosoma polyosoma                 |           |
| 26    |          | Buteo varius                         | Buteo polyosoma polyosoma                 |           |
| 27    |          | Buteo ventralis                      |                                           |           |
| 28    |          | Falco femoralis                      | Falco femoralis femoralis                 |           |
| 29    |          | Tinnunculus sparverius               | Falco sparverius cinnamominus             |           |
| 29    |          | Circus megaspilus                    | Circus buffoni                            |           |
| 30    |          | Circus cinerius                      | Circus cinereus                           |           |
| 31    |          | Athene cunicularia                   | Speotyto cunicularia cunicularia          |           |
| 32    | III.     | Otus galapagoensis                   | Asio flammeus galapagoensis               |           |
| 33    |          | Otus palustris                       | Asio flammeus suinda                      |           |
| 34    |          | Ulula rufipes                        | Strix rufipes rufipes                     |           |
| 34    |          | Strix flammea                        | Tyto alba tuidara                         |           |
| 34    | IV.      | Strix punctatissima                  | Tyto alba punctatissima                   |           |
| 36    |          | Caprimulgus bifasciatus              | Caprimulgus longirostris bifasciatus      |           |
| 37    |          | Caprimulgus parvulus                 | Caprimulgus parvulus parvulus             |           |
| 38    |          | Progne purpurea                      | Progne tapera fusca                       |           |
| 39    | V.       | Progne modestus                      | Progne modesta modesta                    |           |
| 40    |          | Hirundo leucopygia                   | Tachycineta leucopyga                     |           |
| 40    |          | Hirundo frontalis                    | Tachycineta leucorrhoa                    |           |
| 41    |          | Hirundo cyanoleuca                   | Notiochelidon cyanoleuca patagonica       |           |
| 41    |          | Cypselus unicolor                    | Apus unicolor alexandri                   |           |
| 41    |          | Halcyon erythrohyncha                | Halcyon leucocephala acteon               |           |
| 42    |          | Ceryle americana                     | Chloroceryle americana mathewsii          |           |
| 43    |          | Ceryle torquata                      | Ceryle torquata stellata                  |           |
| 43    |          | Saurophagus sulphuratus              | Pitangus sulphuratus argentinus           |           |
| 43    |          | Muscivora tyrannus                   | Tyrannus savana savana                    |           |
| 44    | VI.      | Pyrocephalus parvirostris            | Pyrocephalus rubinus rubinus              |           |
| 45    |          | Pyrocephalus obscurus                | Pyrocephalus rubinus obscurus             |           |
| 45    | VII.     | Pyrocephalus nanus                   | Pyrocephalus rubinus nanus                |           |
| 46    |          | Pyrocephalus dubius                  | Pyrocephalus rubinus dubius               |           |
| 47    |          | Myiobus albiceps                     | Elaenia albiceps chilensis                |           |
| 47    |          | Myiobius auriceps                    | Myiophobus fasciatus auriceps             |           |
| 48    |          | Myiobius parvirostris                | Ochthoeca parvirostris                    |           |
| 48    | VIII.    | Tyrannula magnirostris               | Myiarchus magnirostris                    |           |
| 49    |          | Serpophaga parulus                   | Anairetes parulus patagonicus             |           |
| 49    |          | Serpophaga albo-coronata             | Serpophaga subcristata straminea          |           |
| 49    |          | Serpophaga nigricans GOULD           | Serpophaga nigricans VIEILLOT             |           |
| 50    | XIV.     | Pachyramphus albescens               | Suiriri suiriri suiriri                   |           |
| 51    | XV.      | Pachyramphus minimus                 | Polystictus pectoralis pectoralis         |           |
| 51    |          | Alect[r]urus guirayetupa             | Alectrurus risora                         |           |
| 51    |          | Lichenops perspicillatus             | Hymenops perspicillata perspicillata      |           |
| 52    | IX.      | Lichenops erythropterus              | Hymenops perspicillata perspicillata      |           |
| 53    |          | Lichenops perspicillatus             | Hymenops perspicillata perspicillata      |           |
| 53    |          | Fluvicola irupero                    | Xolmis irupero irupero                    |           |
| 53    | X.       | Fluvicola azarae                     | Xolmis dominicana                         |           |
| 54    |          | Xolmis coronata                      |                                           |           |
| 54    |          | Xolmis nengeta                       | Xolmis cinerea cinerea                    |           |
| 55    | XI.      | Xolmis variegata                     | Neoxolmis rufiventris                     |           |
| 55    |          | Xolmis pyrope                        | Xolmis pyrope pyrope                      |           |
| 56    |          | Agriornis gutturalis                 | Agriornis livida livida                   |           |
| 56    |          | Agriornis striatus                   | Agriornis microptera microptera           |           |
| 57    | XII.     | Agriornis micropterus                | Agriornis microptera microptera           |           |
| 57    | XIII.    | Agriornis leucurus                   | Agriornis montana leucura                 |           |
| 58    |          | Cyclarhis guianensis                 | Cyclarhis gujanensis ochrocephala         |           |
| 58    |          | Thamnophilus doliatus (ssp.)         |                                           |           |
| 59    |          | Turdus rufiventer                    | Turdus rufiventris rufiventris            |           |
| 59    |          | Turdus falklandicus                  | Turdus falcklandii falcklandii            |           |
| 60    |          | Mimus orpheus                        | Mimus saturninus modulator                |           |
| 60    |          | Mimus patagonicus                    |                                           |           |
| 61    |          | Mimus thenca                         |                                           |           |
| 62    | XVI.     | Mimus trifasciatus                   | Nesomimus trifasciatus trifasciatus       |           |
| 62    | XVII.    | Mimus melanotis                      | Nesomimus trifasciatus melanotis          |           |
| 63    | XVIII.   | Mimus parvulus                       | Nesomimus trifasciatus parvulus           |           |
| 64    |          | Furnarius rufus                      | Furnarius rufus rufus                     |           |
| 65    |          | Furnarius cunicularius               | Geositta cunicularia fissirostris         |           |
| 66    | XIX.     | Uppucerthia dumetoria                | Upucerthia dumetaria hallinani            |           |
| 66    |          | Opetiorhynchus vulgaris              | Cinclodes fuscus fuscus                   |           |
| 67    |          | Opetiorhynchus patagonicus           | Cinclodes patagonicus chilensis           |           |
| 67    |          | Opetiorhynchus antarcticus           | Cinclodes antarcticus antarcticus         |           |
| 68    | XX.      | Opetiorhynchus nigrofumosus          | Cinclodes nigrofumosus                    |           |
| 69    | XXI.     | Eremobius phoenicurus                |                                           |           |
| 70    |          | Rhinomya lanceolata                  | Rhinocrypta lanceolata lanceolata         |           |
| 70    |          | Pteroptochos tarnii                  |                                           |           |
| 71    |          | Pteroptochos megapodius              | Pteroptochos megapodius megapodius        |           |
| 72    |          | Pteroptochos albicollis              | Scelorchilus albicollis albicollis        |           |
| 73    |          | Pteroptochos rubecula                | Scelorchilus rubecula rubecula            |           |
| 73    |          | Pteroptochos paradoxus               | Eugralla paradoxa                         |           |
| 74    |          | Scytalopus megallanicus              | Scytalopus magellanicus magellanicus      |           |
| 74    |          | Troglodytes magellanicus             | Troglodytes aedon chilensis               |           |
| 75    |          | Troglodytes platensis                | Cistothorus platensis platensis           |           |
| 75    |          | Synallaxis humicola                  | Asthenes humicola humicola                |           |
| 76    | XXII.    | Synallaxis major                     | Anumbius annumbi                          |           |
| 77    | XXIII.   | Synallaxis rufogularis               | Asthenes anthoides                        |           |
| 77    |          | Synallaxis maluroides                | Spartonoica maluroides                    |           |
| 78    | XXIV.    | Synallaxis flavogularis              | Asthenes pyrrholeuca flavogularis         |           |
| 78    |          | Synallaxis brunnea                   | Asthenes pyrrholeuca flavogularis         |           |
| 79    |          | Synallaxis aegithaloides             | Leptasthenura aegithaloides pallida       |           |
| 79    |          | Synallaxis ruficapilla               | Synallaxis frontalis / ruficapilla        | ??        |
| 80    |          | Anumbius ruber                       | Phacellodomus striaticollis striaticollis |           |
| 81    | XXV.     | Limnornis curvirostris               |                                           |           |
| 81    |          | Oxyurus tupinieri                    | Aphrastura spinicauda spinicauda          |           |
| 82    |          | Oxyurus ? dorsomaculatus             | Phleocryptes melanops melanops            |           |
| 82    | XXVII.   | Dendrodamus leucosternus             | Pygarrhichas albogularis                  |           |
| 83    |          | Muscisaxicola mentalis               | Muscisaxicola macloviana mentalis         |           |
| 83    |          | Muscisaxicola macloviana             | Muscisaxicola macloviana macloviana       |           |
| 84    |          | Muscisaxicola brunnea                | Muscisaxicola sp.                         |           |
| 85    |          | Anthus correndera                    | Anthus correndera chilensis               |           |
| 85    |          | Anthus furcatus                      | Anthus furcatus furcatus                  |           |
| 85    |          | Anthus chii                          | Anthus lutescens lutescens                |           |
| 86    | XXVIII.  | Sylvicola aureola                    | Dendroica petechia aureola                |           |
| 86    |          | Cyanotis omnicolor                   | Tachuris rubrigastra rubrigastra          |           |
| 87    |          | Trichas velata                       | Geothlypis aequinoctialis velata          |           |
| 87    |          | Melanocorypha cinctura               | Ammomanes cincturus cincturus             |           |
| 87    |          | Pyrrhalauda nigriceps                | Eremopterix nigriceps nigriceps           |           |
| 88    |          | Spermophila nigrogularis             | Sporophila caerulescens caerulescens      |           |
| 88    |          | Crithagra ? brasiliensis             | Sicalis flaveola pelzelni                 |           |
| 88    |          | Crithagra ? brevirostris             | Sicalis [?] luteola luteiventris          |           |
| 89    |          | Emberiza gubernatrix                 | Gubernatrix cristata                      |           |
| 89    |          | Emberiza luteoventris                | Sicalis luteola luteiventris              |           |
| 89    |          | Chrysometris campestris              | Carduelis barbata                         |           |
| 90    | XXIX.    | Ammodramus longicaudatus             | Donacospiza albifrons                     |           |
| 90    | XXX.     | Ammodramus manimbe                   | Ammodramus humeralis xanthornus           |           |
| 91    |          | Zonotrichia matutina                 | Zonotrichia capensis chilensis            |           |
| 91    |          | Zonotrichia canicapilla              | Zonotrichia capensis australis            |           |
| 92    |          | Zonotrichia strigiceps               | Aimophila strigiceps strigiceps           |           |
| 92    |          | Passerina jacarina                   | Volatinia jacarina jacarina               |           |
| 93    |          | Fringilla diuca                      | Diuca diuca chiloensis                    |           |
| 93    |          | Fringilla gayi                       | Phrygilus gayi caniceps                   |           |
| 93    |          | Fringilla formosa                    | Phrygilus patagonicus                     |           |
| 94    |          | Fringilla fruticeti                  | Phrygilus fruticeti fruticeti             |           |
| 94    |          | Fringilla carbonaria                 | Phrygilus carbonarius                     |           |
| 94    |          | Fringilla alaudina                   | Phrygilus alaudinus alaudinus             |           |
| 95    | XXXI.    | Passer jagoensis                     | Passer iagoensis iagoensis                |           |
| 95    |          | Passer hispaniolensis                | Passer hispaniolensis hispaniolensis      |           |
| 95    | XXXII.   | Chlorospiza ? melanodera             | Melanodera melanodera melanodera          |           |
| 96    | XXXIII.  | Chlorospiza ? xanthogramma           | Melanodera xanthogramma xanthogramma      |           |
| 97    |          | Chrysomitris magellanica             | Carduelis magellanica magellanica         |           |
| 97    |          | Pitylus superciliaris                | Saltator coerulescens coerulescens        |           |
| 97    | XXXIV.   | Aglaia striata                       | Thraupis bonariensis bonariensis          |           |
| 98    |          | Aglaia vittata                       | Pipraeidea melanonota melanonota          |           |
| 98    | XXXV.    | Pipilo personata                     | Poospiza nigrorufa nigrorufa              |           |
| 98    |          | Emberizoides poliocephalus           | Embernagra platensis platensis            |           |
| 100   | XXXVI.   | Geospiza magnirostris                | Geospiza magnirostris magnirostris        |           |
| 100   | XXXVII.  | Geospiza strenua                     | Geospiza magnirostris strenua             |           |
| 101   | XXXVIII. | Geospiza fortis                      |                                           |           |
| 101   |          | Geospiza nebulosa                    | Geospiza ? nebulosa nebulosa              |           |
| 101   |          | Geospiza fuliginosa                  |                                           |           |
| 102   |          | Geospiza dentirostris                | Geospiza fortis                           |           |
| 102   | XXXIX.   | Geospiza parvula                     | Camarhynchus parvulus parvulus            |           |
| 103   |          | Geospiza dubia                       | Geospiza fortis                           |           |
| 103   | XL.      | Camarhynchus psittaculus             | Camarhynchus psittacula psittacula        |           |
| 103   | XLI.     | Camarhynchus crassirostris           |                                           |           |
| 104   | XLII.    | Cactornis scandens                   | Geospiza nebulosa nebulosa                |           |
| 105   | XLIII.   | Cactornis assimilis                  | Geospiza scandens ? rothschildi           |           |
| 106   | XLIV.    | Certhidea olivacea                   | Certhidea olivacea olivacea               |           |
| 106   |          | Phytotoma rara                       |                                           |           |
| 106   |          | Dolichonyx oryzivorus                |                                           |           |
| 106   |          | Xanthornus chrysopterus              | Agelaius thilius thilius                  |           |
| 107   | XLV.     | Xanthornus flavus                    |                                           |           |
| 107   |          | Leistes anticus                      | Pseudoleistes virescens                   |           |
| 107   |          | Agelaius fringillarius               | Molothrus badius badius                   |           |
| 107   |          | Agelaius chopi                       | Curaeus curaeus curaeus                   |           |
| 107   |          | Molothrus niger                      | Molothrus bonariensis bonariensis         |           |
| 109   |          | Amblyramphus ruber                   | Amblyramphus holosericeus                 |           |
| 110   |          | Sturnella militaris                  | Pezites militaris militaris               |           |
| 110   |          | Trochilus flavifrons                 | Chlorostilbon lucidus berlepschi          |           |
| 110   |          | Trochilus forficatus                 | Sephanoides sephanoides                   |           |
| 111   |          | Trochilus gigas                      | Patagona gigas gigas                      |           |
| 112   |          | Conurus murinus                      | Myiopsitta monachus monachus              |           |
| 113   |          | Conurus patachonicus                 | Cyanoliseus patagonus patagonus           |           |
| 113   |          | Picus kingii                         | Dendrocopos lignarius                     |           |
| 113   |          | Chrysoptilus campestris              | Colaptes campestris campestroides         |           |
| 114   |          | Colaptes chilensis                   | Colaptes pitius pitius                    |           |
| 114   |          | Diplopterus naevius                  | Tapera naevia chochi                      |           |
| 114   |          | Diplopterus guira                    | Guira guira                               |           |
| 114   |          | Crotophaga ani                       |                                           |           |
| 114   |          | Columba fitzroyii                    | Columba araucana                          |           |
| 115   |          | Columba loricata                     | Columba picazuro picazuro                 |           |
| 115   |          | Zenaida aurita                       | Zenaidura auriculata auriculata           |           |
| 115   | XLVI.    | Zenaida galapagoensis                | Nesopelia galapagoensis galapagoensis     |           |
| 116   |          | Zenaida boliviana                    | Metriopelia melanoptera melanoptera       |           |
| 116   |          | Columbina strepitans                 | Columbina picui picui                     |           |
| 116   |          | Columbina talpacoti                  | Columbigallina talpacoti talpacoti        |           |
| 117   |          | Attagis falklandica                  | Attagis malouinus malouinus               |           |
| 117   |          | Attagis gayii                        | Attagis gayi gayi                         |           |
| 117   |          | Tinochorus rumicivorus               | Thinocorus rumicivorus rumicivorus        |           |
| 118   |          | Chionis alba                         |                                           |           |
| 119   |          | Northura major                       | Nothura maculosa maculosa                 |           |
| 119   |          | Northura minor                       | Nothura darwinii darwinii                 |           |
| 119   |          | Northura perdicaria                  | Nothoprocta perdicaria perdicaria         |           |
| 120   |          | Rhynchotus rufescens                 | Rhynchotus rufescens rufescens            |           |
| 120   |          | Rhea americana                       | Rhea americana americana                  |           |
| 123   | XLVII.   | Rhea darwinii                        | Pterocnemia pennata pennata               |           |
| 125   |          | Oreophilus totanirostris             | Oreopholus ruficollis                     |           |
| 126   |          | Charadrius virgininus                | Pluvialis dominica dominica               |           |
| 126   |          | Squatarola cincta                    | Zonibyx modestus                          |           |
| 126   |          | Squatarola fusca                     | Zonibyx modestus                          |           |
| 127   |          | Philomachus cayanus                  | Belonopterus chilensis lampronotus        |           |
| 127   |          | Hiaticula azarae                     | Charadrius alexandrinus occidentalis      |           |
| 127   |          | Hiaticula trifasciatus               | Charadrius falklandicus                   |           |
| 128   |          | Hiaticula semipalmata                | Charadrius hiaticula semipalmatus         |           |
| 128   |          | Haematopus palliatus                 | Haematopus ostralegus durnfordi           |           |
| 128   |          | Egretta leuce                        | Ardea herodias cognata                    |           |
| 128   |          | Ardea herodias                       | Ardea herodias cognata                    |           |
| 128   |          | Nycticorax violaceus                 | Nyctanassa violacea pauper                |           |
| 128   |          | Nycticorax americanus                | Nycticorax nycticorax obscurus            |           |
| 128   |          | Theristicus melanops                 | Theristicus melanopis melanopis           |           |
| 129   |          | Numenius hudsonicus                  | Numenius phaeopus hudsonicus              |           |
| 129   |          | Numenius brevirostris                | Numenius borealis                         |           |
| 129   |          | Limosa hudsonica                     | Limosa haemastica                         |           |
| 129   |          | Totanus flavipes                     | Tringa flavipes                           |           |
| 129   |          | Totanus macropterus                  | Tringa solitaria cinnamomea               |           |
| 130   |          | Totanus melanoleucos                 | Tringa melanoleuca                        |           |
| 130   |          | Totanus fuliginosus                  | Heteroscelus incanus                      |           |
| 130   |          | Himantopus nigricollis               | Himantopus himantopus melanurus           |           |
| 130   |          | Tringa rufescens                     | Tryngites subruficollis                   |           |
| 131   |          | Pelidna schinzii                     | Erolia fuscicollis                        |           |
| 131   |          | Pelidna minutilla                    | Erolia minutilla                          |           |
| 131   |          | Rhynchaea semicollaris               | Nycticryphes semicollaris                 |           |
| 131   |          | Scolopax (Telmatias) paraguaiae      | Capella paraguaiae paraguaiae             |           |
| 131   |          | Scolopax (Telmatias) paraguaiae      | Capella paraguaiae paraguaiae             |           |
| 132   |          | Strepsilas interpres                 | Arenaria interpres interpres              |           |
| 132   |          | Crex lateralis                       | Laterallus melanophaius melanophaius      |           |
| 132   |          | Crex lateralis                       | Laterallus melanophaius melanophaius      |           |
| 132   | XLVIII.  | Zapornia notata                      | Coturnicops notata notata                 |           |
| 132   | XLIX.    | Zapornia spilonota                   | Laterallus spilonotus                     |           |
| 133   |          | Rallus phillipensis                  | Rallus philippensis andrewsi              |           |
| 133   |          | Rallus ypecaha                       | Aramides ypecaha                          |           |
| 133   |          | Rallus sanguinolentus                | Ortygonax rytirhynchos landbecki          |           |
| 133   |          | Gallinula crassirostris              | Porphyriops melanops crassirostris        |           |
| 133   |          | Fulica galeata                       | Gallinula chloropus garmani               |           |
| 133   |          | Porphyrio simplex                    | Porphyrio alleni                          |           |
| 134   | L.       | Anser melanopterus                   | Chloephaga melanoptera                    |           |
| 134   |          | Chloephaga magellanica               | Chloephaga picta leucoptera               |           |
| 134   |          | Bernicla antarctica                  | Chloephaga hybrida malvinarum             |           |
| 134   |          | Paecilonitta bahamensis              | Anas bahamensis galapagensis              |           |
| 135   |          | Paecilonitta bahamensis              | Anas bahamensis galapagensis              |           |
| 135   |          | Dafila urophasianus                  | Anas georgica spinicauda                  |           |
| 135   |          | Rhynchaspis maculatus                | Anas platalea                             |           |
| 135   |          | Querquedula erythrorhyncha           | Amazonetta brasiliensis ipecutiri         |           |
| 135   |          | Querquedula creccoïdes               | Anas flavirostris flavirostris            |           |
| 136   |          | Micropterus brachypterus             | Tachyeres patachonicus                    |           |
| 136   |          | Podiceps kalipareus                  | Podiceps occipitalis occipitalis          |           |
| 137   |          | Podiceps rollandii                   | Rollandia rolland chilensis               |           |
| 137   |          | Podiceps chilensis                   | Rollandia rolland chilensis               |           |
| 137   |          | Spheniscus humboldtii                | Spheniscus humboldti                      |           |
| 137   |          | Puffinus cinereus                    | Puffinus griseus                          |           |
| 138   |          | Pelecanoides berardi                 | Pelecanoides urinator berard              |           |
| 139   |          | Pelecanoides garnotii                |                                           |           |
| 139   |          | Procellaria gigantea                 | Macronectes giganteus                     |           |
| 140   |          | Procellaria glacialoïdes             | Fulmarus glacialoides                     |           |
| 140   |          | Daption capensis                     | Daption capense australe                  |           |
| 141   |          | Thalassidroma oceanica               | Oceanites oceanicus subsp.                |           |
| 141   |          | Prion vittatus                       | Pachyptila desolata ? banksi              |           |
| 141   |          | Larus fuliginosus                    |                                           |           |
| 142   |          | Larus haematorhynchus                | Gabianus scoresbii                        |           |
| 142   |          | Larus dominicanus                    |                                           |           |
| 142   |          | Xema (chroicocephalus) cirrocephalum | Larus maculipennis                        |           |
| 143   |          | Rhynchops nigra                      | Rynchops nigra intercedens                |           |
| 145   |          | Viralva aranea                       | Gelochelidon nilotica aranea              |           |
| 145   |          | Megalopterus stolidus                | Anous stolidus galapagensis               |           |
| 145   |          | Phalacrocorax carunculatus           | Phalacrocorax atriceps atriceps           |           |
| 146   |          | Fregata aquila                       |                                           |           |
| 147   |          | Serpophaga albo-coronata             | Serpophaga subcristata straminea          |           |
| 148   |          | Furnarius cunicularius               | Geositta cunicularia fissirostris         |           |
| 148   |          | Uppucerthia dumetoria                | Upucerthia dumetaria hallinani            |           |
| 149   |          | Opetiorhynchus vulgaris              | Cinclodes fuscus fuscus                   |           |
| 149   |          | Opetiorhynchus antarcticus           | Cinclodes antarcticus antarcticus         |           |
| 150   |          | Opetiorhynchus patagonicus           | Cinclodes patagonicus chilensis           |           |
| 150   |          | Pteroptochos tarnii                  |                                           |           |
| 151   |          | Pteroptochos albicollis              | Scelorchilus albicollis albicollis        |           |
| 152   |          | Synallaxis maluroides                | Spartonoica maluroides                    |           |
| 153   |          | Phytotoma rara                       |                                           |           |
| 154   |          | Trochilus gigas                      | Patagona gigas gigas                      |           |
| 155   |          | Tinochorus rumicivorus               | Thinocorus rumicivorus rumicivorus        |           |

## Vertretene Vogelfamilien
Die Vögel entstammen folgenden Familien:
1. Nandus (Rheidae)
2. Steißhühner (Tinamidae)
3. Sturmvögel (Procellariidae)
4. Sturmschwalben (Hydrobatidae)
5. Tauchsturmvögel (Pelecanoididae)
6. Pinguine (Spheniscidae)
7. Lappentaucher (Podicipedidae)
8. Fregattvögel (Fregatidae)
9. Kormorane (Phalacrocoracidae)
10. Tölpel (Sulidae)
11. Reiher (Ardeidae)
12. Ibisse (Threskiornithinae)
13. Flamingos (Phoenicopteridae)
14. Neuweltgeier (Cathartidae)
15. Habichtartige (Accipitridae)
16. Falkenartige (Falconidae)
17. Entenvögel (Anatidae)
18. Rallenvögel (Rallidae)
19. Goldschnepfen (Rostratulidae)
20. Austernfischer (Haematopus)
21. Regenpfeifer (Charadriidae)
22. Schnepfenvögel (Scolopacidae)
23. Säbelschnäbler (Recurvirostridae)
24. Höhenläufer (Thinocoridae)
25. Scheidenschnäbel (Chionididae)
26. Möwen (Laridae)
27. Scherenschnäbel (Rhynchopidae)
28. Tauben (Columbidae)
29. Eigentliche Papageien (Psittacidae)
30. Kuckucke (Cuculidae)
31. Schleiereulen (Tytonidae)
32. Eigentliche Eulen (Strigidae)
33. Nachtschwalben (Caprimulgidae)
34. Segler (Apodidae)
35. Kolibris (Trochilidae)
36. Eisvögel (Alcedinidae)
37. Spechte (Picidae)
38. Töpfervögel (Furnariidae) – sehr viele Exemplare
39. Ameisenpittas (Formicariidae)
40. Bürzelstelzer (Rhinocryptidae)
41. Tyrannen (Tyrannidae) – sehr viele Exemplare
42. Pflanzenmäher (Phytotoma)
43. Lerchen (Alaudidae)
44. Schwalben (Hirundinidae)
45. Stelzen und Pieper (Motacillidae)
46. Zaunkönige (Troglodytidae)
47. Spottdrosseln (Mimidae)
48. Drosseln (Turdidae)
49. Ammern (Emberizidae) – sehr, sehr viele Exemplare
50. Waldsänger (Parulidae)
51. Vireos (Vireonidae)
52. Stärlinge (Icteridae)
53. Finken (Fringillidae)
54. Webervögel (Ploceidae)

## Nachweise
- Frank Dieter Steinheimer: Charles Darwin's bird collection and ornithological knowledge during the voyage of H.M.S. Beagle, 1831–1836. In: Journal für Ornithologie. Band 145, S. 300–320, 2004; online